# Vitstrupig grönbulbyl
Vitstrupig grönbulbyl (Phyllastrephus albigularis) är en fågel i familjen bulbyler inom ordningen tättingar.

## Utseende och läte
Vitstrupig grönbulbyl är en liten och relativt långstjärtad grönbulbyl. Gulaktig undersida kontrasterar med grågrönt på rygg och stjärt och vitt på strupen. Ögonen är tydligt ljusa och ansiktet grått. Den delar utbredningsområde med ett antal liknande grönbulbyler, men vitstrupig grönbulbyl utmärker sig genom lång näbb och vit strupe som kontrasterar med bröst och ansikte. Bland lätena hörs vassa och gladlynta "chupchup-tchurr!"

## Utbredning och systematik
Vitstrupig grönbulbyl förekommer i västra och centrala Afrika. Den förekommer från sydvästra Senegal österut till sydligaste Sydsudan och Uganda samt söderut till södra Republiken Kongo samt västra, norra och östra Demokratiska republiken Kongo. Tidigare inkluderades cuanzagrönbulbylen (Phyllastrephus viridiceps) i arten, men denna urskiljs sedan 2016 som egen art av Birdlife International och naturvårdsunionen IUCN, sedan 2024 även av IOC.

## Levnadssätt
Vitstrupig grönbulbyl hittas i undervegetation i av människan påverkade skogar samt i skogsbryn. Den ses ofta i artrena eller artblandade flockar, snärtande med stjärt och vingar när den rör sig genom vegetationen.

## Status
IUCN kategoriserar arten som livskraftig.